# Rhopalus
Rhopalus – rodzaj pluskwiaka z podrzędu różnoskrzydłych i rodziny wysysowatych.

## Morfologia
Pluskwiaki te posiadają ciało żółte, brązowe lub czerwone pokryte białymi, długimi włoskami oraz trójkątną w obrysie głowę.
Półpokrywy są częściowo przezroczyste.

## Rozprzestrzenienie
Rodzaj ten liczy w Palearktyce 12 gatunków, z czego w Europie występuje 7, a w Polsce 5. Gatunki wykazane z Polski to R. conspersus, R. maculatus, R. parumpunctatus, R. rufus i R. subrufus.

## Systematyka
Zalicza się 12 gatunków zgrupowanych 2 podrodzajach:
- Rhopalus (Aeschyntelus) Stål, 1872
  - Rhopalus kerzhneri Göllner-Scheiding, 1984
  - Rhopalus latus (Jakovlev, 1883)
  - Rhopalus maculatus (Fieber, 1837)
  - Rhopalus nigricornis (Hsiao, 1965)
  - Rhopalus sapporensis (Matsumura, 1905)
  - Rhopalus tibetanus Liu & Zheng, 1989

- Rhopalus (Rhopalus) Schilling, 1827
  - Rhopalus conspersus (Fieber, 1837)
  - Rhopalus distinctus (Signoret, 1859)
  - Rhopalus lepidus Fieber, 1861
  - Rhopalus parumpunctatus Schilling, 1829
  - Rhopalus rufus Schilling, 1829
  - Rhopalus subrufus (Gmelin, 1790)